# Ушишир
Ушишир  (рос. Ушишир;  яп. 宇志知島; Ushishiru-tō';  айну: ウシシㇼ) — незаселений вулканічний острів, розташований у центрі пасма Курильських островів в Охотському морі на північному заході Тихого океану. 
Назва походить з мови айнів, що означає «гаряче джерело».

## Геологія
Ушишир складається з двох острівців, з'єднаних вузькою косою суші, площею 5 км². 

Ці острівці є вершинами частково затопленого вулкана. 
Південний острів, Янкіча, складається з вершинної кальдери і має максимальну ширину 2,5 км. 
Кальдера має діаметр 1,6 км і проривається на півдні, утворюючи кратерну затоку з морською водою. 
Затока має глибину 30 м, і є переконливі докази поточної підводної вулканічної активності, про що свідчать часті бульбашки, змінений хімічний склад води та наявність бактеріальних матів. 
Два невеликі лавові куполи утворюють невеликі острівці в центральній лагуні; численні фумаральні гарячі джерела витікають вздовж південно-східного берега кальдери. 
Найвища точка острова Мікасаяма (御笠山) — 401 м лежить на східному березі. 
Північний острівець Рипонкіча, складається з частини схилу вулкана з прямовисними скелями, що підносяться на 131 м над морем. 
Ушишир все ще є діючим вулканом, останнє відоме виверження якого відбулося в 1884 році.

## Фауна
Навесні і влітку на острові гніздяться великі і малі конюги, утворюючи одну з найбільших на Курильських островах колонію; тут також гніздиться конюга-крихітка
.

## Історія
До контакту з європейцями Ушишир не мав постійного населення, але влітку його відвідували племена айну з Расшуа, які вважали острів священною землею, яку вони ідентифікували як домівку бога-громовержця. 
На північних схилах затоки кратера Янкіча знайдено залишки хатин айнів. 
На острів претендувала Російська імперія, суверенітет над Ушиширом був переданий Японській імперії згідно з Санкт-Петербурзьким договором разом із рештою Курильських островів. 
Підходи до острова ускладнені через часті тумани, швидкі океанські течії і наявність численних дрібних морських скель. 
Острів раніше входив до складу району Сімусіро супрефектури Немуро Хоккайдо. 
Після Другої світової війни острів опинився під контролем Радянського Союзу, а зараз входить до складу Сахалінської області Російської Федерації.